# Simon Mathew
Simon Mathew (ur. 17 maja 1984) – duński piosenkarz, reprezentant Danii w 53. Konkursie Piosenki Eurowizji w 2008 roku.

## Dyskografia

### Albumy studyjne
- Simon Mathew (2005)
- All for Fame (2008)

### Single
- „These Arms” (2005)
- „You Are the Music in” (2007)
- „All Night Long” (2008)